# Dreiband-Anemonenfisch
Der Dreiband-Anemonenfisch (Amphiprion tricinctus) kommt im zentralen, tropischen Pazifik, an den Korallenriffen der Marshallinseln, eventuell auch bei Neukaledonien in Wassertiefen von 3 bis 40 Metern vor. Als Lebensraum bevorzugt er Außen- und Lagunenriffe. 
Er akzeptiert vier Symbioseanemonenarten als Partner.
- Die Blasenanemone (Entacmaea quadricolor),
- die Glasperlen-Anemone (Heteractis aurora),
- die Lederanemone (Heteractis crispa),
- und Mertens Anemone (Stichodactyla mertensii).

## Merkmale
Der Dreiband-Anemonenfisch wird zehn bis 13 Zentimeter lang. Die Länge beträgt das 1,7 bis 2fache der Körperhöhe. Er ist bräunlich-orange gefärbt, im hinteren Bereich des Rückens eher dunkelbraun, am Bauch orangegelb. Ein weißer Querstreifen zieht sich direkt hinter dem Auge über den Kopf, ein weiterer reicht von der Einbuchtung zwischen dem stacheltragenden und dem weichstrahligen Teil der Rückenflosse bis vor die Afterflosse. Ein drittes Querband, das aber nicht bei allen Exemplaren vorhanden ist, erstreckt sich über den Schwanzflossenstiel. Die Bauchflossen sind orange, die Schwanzflosse ist transparent.
Die Rückenflosse hat zehn bis elf Hart- und 15 bis 17 Weichstrahlen, die Afterflosse zwei Hart- und 13 bis 14 Weichstrahlen. Die Brustflossen werden von 18 bis 21 Flossenstrahlen gestützt. Auf dem ersten Kiemenbogen befinden sich 19 bis 22 Kiemenreusenfortsätze. Die Seitenlinie wird von 38 bis 43 Schuppen begleitet.